# Jack Dorsey
Jack Patrick Dorsey (ur. 19 listopada 1976 w Saint Louis) – amerykański programista i przedsiębiorca, współzałożyciel i dawny dyrektor generalny serwisu internetowego Twitter.

## Życiorys
Jack Dorsey urodził się 19 listopada 1976 w Saint Louis. Uczęszczał do Bishop DuBourg High School, którą ukończył w 1995 roku. Programowania nauczył się sam jako nastolatek, by móc tworzyć interaktywne mapy. W wieku 14 lat opracował oprogramowanie dla taksówek umożliwiające ich wysyłanie do klienta, które zostało wdrożone przez firmy przewozowe. Jako piętnastolatek rozpoczął pracę jako programista w firmie Jima McKelveya.
Studiował na Missouri University of Science and Technology. W trakcie studiów skontaktował się z dyrektorem generalnym firmy kurierskiej DMS Gregiem Kiddem, ujawniając luki w systemie bezpieczeństwa online przedsiębiorstwa. Kidd zatrudnił go w DMS i Dorsey przeprowadził się do Nowego Jorku i przeniósł na New York University. Studia wkrótce porzucił na rzecz własnej działalności i w 1999 roku przeniósł się do San Francisco, gdzie założył firmę zajmującą się produkcją oprogramowania dla firm kurierskich, służb ratunkowych i przedsiębiorstw taksówkowych.
W 2000 roku zainteresował się komunikacją natychmiastową (ang. Instant Messaging, (IM)) i rozpoczął pracę nad komunikatorem internetowym. Razem z Evanem Williamsem i Christopherem Stone'em rozwinął swój pomysł i zbudował prototyp platformy Twittera. Dorsey wysłał pierwszą wiadomość – tweet 21 Marca 2006 roku. Wkrótce ich serwis społecznościowy udostępniający usługę mikroblogowania zdobył wielką popularność jako medium społecznościowe i narzędzie natychmiastowej dystrybucji wiadomości.
Dorsey pełnił funkcje dyrektora generalnego (CEO)  Twitter, Inc. do 2008 roku, po czym został przewodniczącym rady nadzorczej przedsiębiorstwa.
W 2009 roku został współzałożycielem firmy Square, Inc. (obecnie Block, Inc.) z sektora płatności mobilnych zajmującej się produkcją sprzętu i oprogramowania ułatwiającego transakcje kartami kredytowymi. Dorsey objął stanowisko dyrektora generalnego firmy.
W 2015 roku Dorsey ponownie został dyrektorem generalnym Twitter, Inc., rezygnując z funkcji przewodniczącego rady nadzorczej.
Dorsey ogłosił swoje odejście z Twitter, Inc. 29 listopada 2021 roku.
Dorsey w 2019 ogłosił, że pracuje nad inicjatywą zdecentralizowanej platformy społecznościowej. Platforma Bluesky, będąca w fazie zamkniętych testów, jest zbliżona wyglądem i funkcjami do Twittera, nie posiada jednak m.in. opcji wysyłania wiadomości prywatnych między użytkownikami, algorytmów blokujących treści czy hasztagów. 